# Nymphon brevitarse
Nymphon brevitarse is een zeespin uit de familie Nymphonidae. De soort behoort tot het geslacht Nymphon. Nymphon brevitarse werd in 1838 voor het eerst wetenschappelijk beschreven door Henrik Nikolai Krøyer. 